# ژوزف بونل
ژوزف بونل (به فرانسوی: Joseph Bonnel) بازیکن فوتبال و هافبک اهل فرانسه است که از سال ۱۹۶۲ تا ۱۹۶۹ میلادی عضو تیم ملی فوتبال فرانسه بوده‌است. وی در ۲۵ بازی ملی حضور داشته است و در بازی‌های ملی‌اش ۱ گل به ثمر رساند.